# Xavier Munyongani
Xavier Johnsai Munyongani (* 1. Januar 1950 in Mutero Mission; † 15. Oktober 2017 in Harare) war ein simbabwischer Geistlicher und römisch-katholischer Bischof von Gweru.

## Leben
Xavier Munyongani, das achte von zehn Kindern aus der Ehe von Joachim und Anna Mudhodhi, besuchte von 1967 bis 1970 das Kleine Seminar in Gweru und studierte von 1971 bis 1977 Theologie und Philosophie am Priesterseminar in Chishawasha. Am 20. August 1977 empfing er im Stadion von Gweru das Sakrament der Priesterweihe. Er graduierte 1978 in Religionswissenschaften an der University of Zimbabwe und absolvierte 1986 ein Bibelstudium am Päpstlichen Athenaeum Sant’Anselmo in Rom. Er unterrichtete anschließend am Priesterseminar in Chishawasha, wurde 1998 dessen Vizerektor und leitete die Ausbildung junger Priester vierzehn Jahre lang. Bei der Aufspaltung der Diözese Gweru mit der Neugründung der Diözese Masvingo war Xavier Munyongani wesentlich in den Diözesanleitungen engagiert. 2007 wurde er von der Bischofskonferenz in Simbabwe zum Kaplan der Katholischen Gemeinde Simbabwes in England und Wales ernannt. Papst Benedikt XVI. ernannte ihn zum Monsignore.
Am 15. Juni 2013 ernannte ihn Papst Franziskus zum Bischof von Gweru. Der Bischof von Masvingo, Michael Dixon Bhasera, spendete ihm am 14. September desselben Jahres die Bischofsweihe; Mitkonsekratoren waren der Erzbischof von Harare, Robert Christopher Ndlovu, und der emeritierte Bischof von Gweru, Martin Munyanyi.
Munyongani sprach den Dialekt Shona und den des Volkes der Ndebele, ebenso wie die englische, italienische und deutsche Sprache.